# Викентий де Поль
Святой Викентий де Поль (Винсент де Поль, Венсан де Поль; фр. Vincent de Paul; 24 апреля 1581, Сен-Венсан-де-Поль, Гасконь, Королевство Франция — 27 сентября 1660[…], Париж, Королевство Франция[…]) — католический святой, основатель конгрегации лазаристов и конгрегации дочерей милосердия.

## Биография
Родился в 1581 году в деревне Пуйи неподалёку от Дакса в бедной крестьянской семье. Гасконь была в этот период одним из самых нищих регионов Франции. С самого раннего детства должен был пасти свиней и работать в поле, чтобы помочь родителям заработать кусок хлеба, кроме него в семье было ещё шестеро детей. Благодаря счастливому случаю и покровительству местного помещика, заметившего неординарный ум мальчика, смог получить общее образование в Даксе, затем изучал богословие в Тулузе. В 1600 году рукоположён в священники. В то время во Франции единственной возможностью для юноши низкого происхождения подняться на иной уровень в обществе было священство. Нет оснований думать, что самим Викентием с самого начала двигало желание стать священником — прежде всего, он хотел вырваться из нищеты, в которой жила его семья, выбиться в люди, забыть о своём происхождении и лишениях, перенесённых в детстве. Он стыдился прошлого — когда его отец приехал в коллеж навестить сына, тот отказался выйти к нему, потому что не хотел, чтобы его новые товарищи видели, как тот беден. Потом он много раз с раскаянием и слезами вспоминал этот эпизод своей жизни, ни разу не попытавшись оправдаться молодостью, неопытностью, чьим-то дурным влиянием и уже не стыдился говорить: «Я просто крестьянин».
В 1605 год возвращаясь из Марселя в Тулузу, при нападении на корабль пиратов, он был ранен стрелой, взят в плен берберами и увезен в Тунис, в рабство. Сначала его продали рыбаку, который, будучи недоволен его работой, продал его крестьянину, в прошлом французу, перешедшему в ислам, чтобы сохранить свободу, после того как оказался в плену. Распахивая его землю, Викентий напевал стихи 3 и 4 из 137-го псалма, где говорится о пленниках, которых просят петь песни Сиона. Это растрогало жену крестьянина, и она сказала мужу, что тот зря поменял веру. Он согласился, и через год, после того как Викентий произвел над ним обряд крещения, они вместе бежали на лодке обратно во Францию. После освобождения в 1607 году Викентий прибыл в Париж, и в 1612 году был назначен настоятелем небольшого прихода возле Парижа. Некоторые исследователи жизни святого Викентия считают, что на самом деле он выдумал историю с рабством и пленом из-за грозившего ему банкротства, вследствие чего он вынужден был наняться на первое попавшееся судно судовым священником ради куска хлеба. Так это или нет, неизвестно.
Сильное влияние на формирование его взглядов оказало три личных знакомства: со знаменитым богословом кардиналом Берюлем, взгляды которого очень импонировали Викентию и который очень помог молодому священнику в первый период его парижской жизни; со святым Франциском Сальским, после встреч с которым в Викентии на всю жизнь запечатлелось стремление к святости; а также с Корнелием Янсением, учение которого, впоследствии известное как янсенизм, Викентий не принял и в дальнейшем активно с ним боролся.
На протяжении последующих 10 лет выполнял обязанности капеллана в семье знатного генерала Гонди, в чьих владениях многократно видел бедных крестьян, влачивших жалкое существование. Этот жизненный опыт сильно повлиял на него, и вся дальнейшая деятельность Викентия проходила под знаком помощи больным и бедным.
Вторым важным делом, которому св. Викентий посвятил жизнь, было повышение нравственного уровня и уровня образования священников. В первой половине XVII века во Франции упадок среди клира был ужасающим — многие священники не умели ни читать, ни писать; в монастырях традиции были забыты, дисциплина расшаталась, и наряду с ленью и невежеством царила открытая безнравственность.
В 1625 году св. Викентий основал конгрегацию миссионеров или конгрегацию лазаристов (по имени монастыря св. Лазаря, где располагалась резиденция конгрегации). В 1633 году папа Урбан VIII утвердил её конституцию, и в том же году св. Викентий вместе с герцогиней Луизой де Марийак создал конгрегацию дочерей милосердия, главным делом которой стала помощь бедным, больным, брошенным детям и каторжникам.
Одной из главных заслуг святого Викентия является создание стройной системы подготовки священников: предсеминарий и семинарий. Работой над созданием этой системы во Франции он занимался с 1626 года до самой смерти. Сам он основал 18 семинарий и множество школ и предсеминарий. Система быстро распространилась на соседние с Францией страны, что имело колоссальное значение в улучшении уровня образования клира и его нравственном воспитании.
Умер св. Викентий в 1660 году в Париже.

## Прославление
Папа Бенедикт XIII провозгласил его блаженным 13 августа 1729 года, а папа Климент XII канонизировал 16 июня 1737 года. Мощи святого хранятся в капелле, названной в его честь, на улице Севр в Париже. День памяти в католической церкви — 27 сентября.

## Память
В Париже, Тунисе, Харькове и ряде других городов мира расположены церкви св. Викентия де Поля.
В 1960 году почтовая администрация Коста-Рики выпустила серию марок с изображением св. Викентия де Поля.

## Образ в искусстве
В 1947 году о святом был снят художественный фильм «Месье Венсан» (Monsieur Vincent), два года спустя завоевавший премию «Оскар» за лучшую картину на иностранном языке.